# Мельников, Алексей Фёдорович
Алексе́й Фёдорович Ме́льников (14 января 1929 — 27 октября 2016) — советский сталевар, Герой Социалистического Труда (1975).

## Биография
Родился в 1929 году в Полтавском округе (ныне — Полтавская область).
В 1945 году окончил ремесленное училище № 13 (ныне Профессиональный лицей №13) г. Магнитогорска. После окончания училища пришел работать в мартеновский цех Магнитогорского металлургического комбината подручным сталевара.
В 1953 году назначен сталеваром, в 1961 году, по окончании школы мастеров, становится мастером, а через три года — старшим мастером. Как опытного специалиста его направляют в Индию на освоение Бхилайского металлургического завода.
Алексей Федорович подготовил к самостоятельной работе 17 сталеваров и 5 мастеров. Свой производственный опыт Алексей Федорович передавал учащимся ПЛ-13 г. Магнитогорска, где он работал мастером производственного обучения.
Скончался 27 октября 2016 года, похоронен на Южном кладбище Магнитогорска.
Награждён орденом Октябрьской Революции (1971) и орденом Трудового Красного Знамени (1966), а в 1975 году ему были присвоены звания Герой Социалистического Труда и «Почетный металлург РСФСР». Почётный гражданин города Магнитогорска (2002).